# لوسيل (غيتار)

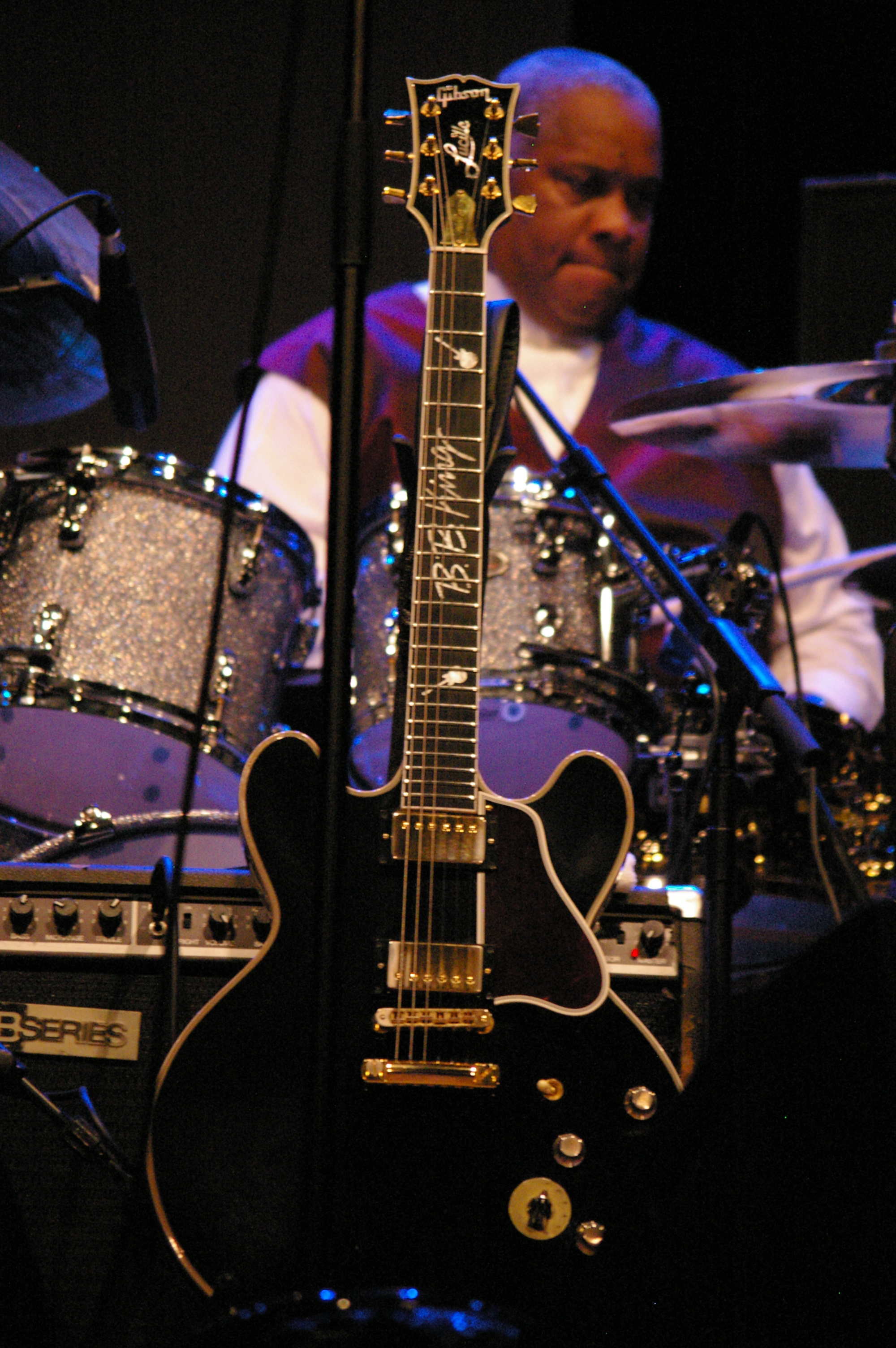
لوسيل الخاصة ببي بي كينغ

لوسيل هو الاسم الذي أطلقه عازف البلوز الأمريكي بي بي كينج (1925-2015) على الغيتار الخاصة به. كانت عادةً غيتار بلون اسود من نوع جيبسون، وقدمت شركة جيبسون نموذجًا مخصصًا من الإيتار إلى بي بي كينغ في عام 1980.

## قصة لوسيل

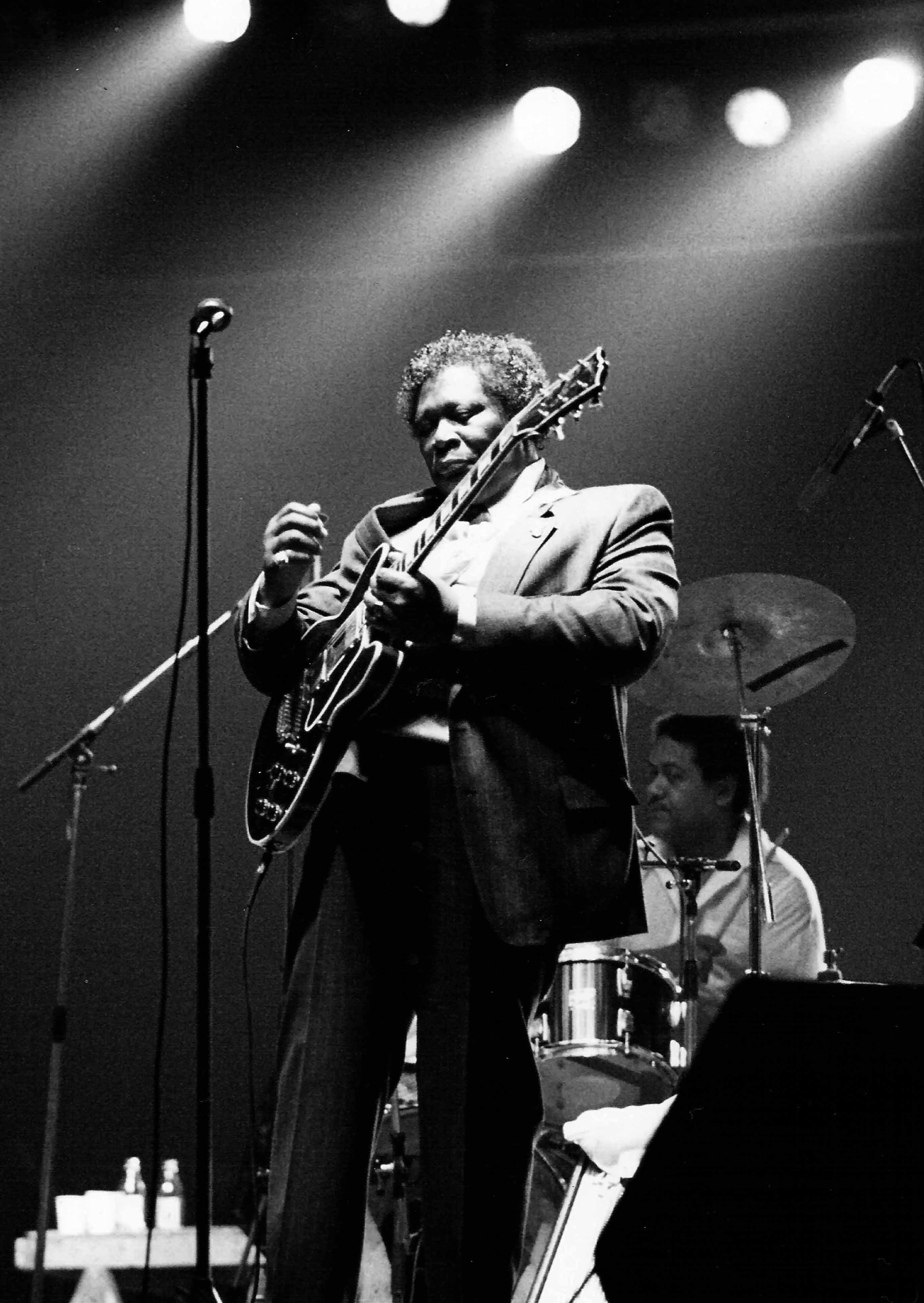
بي بي كينغ مع لوسيل.

في شتاء عام 1949، عزف كينغ في قاعة رقص في تويست، أركنساس. تم تسخين القاعة ببرميل نصف مملوء بالكيروسين المحترق في منتصف حلبة الرقص، وهي ممارسة شائعة إلى حد ما في ذلك الوقت. خلال أحد العروض، بدأ رجلان في القتال حول البرميل، مما تسبب في انسكاب الكيروسين المحترق على الأرض. اشتعلت النيران في القاعة وتم إخلاؤها.
ولكن بمجرد الخروج، أدرك كينغ أنه ترك غيتاره بالداخل، لذا عاد إلى المبنى المحترق لاستعادة غيتاره من نوع جيبسون المحبوب الذي يبلغ ثمنه 30 دولارًا. علم كينج في اليوم التالي أن الرجلين اللذين أشعلا الحريق كانا يتقاتلان على امرأة تعمل في القاعة تدعى لوسيل. لم يكن كينغ يعرف لوسيل لكنه أطلق هذا الاسم على هذا الإيتار، وكل غيتار امتلكه لاحقًا، لوسيل، كتذكير أبدًا بعدم القيام بشيء غبي مرة أخرى مثل الركض إلى مبنى محترق أو القتال على امرأة.
كتب بي بي كينغ أغنية بعنوان لوسيل تحدث فيها عن غيتاره وكيف حصل على اسمه. تم إصدار الأغنية لأول مرة في ألبوم باسم لوسيل في عام 1967، وتم تضمينها في ألبوم مقتطفات بي بي كينغ 1962-1998. سجل كينج أيضًا أغنية بأسم "My Lucille" (والذي يشير فيها إلى غيتاره). كتبت الاغنية من قبل إيرا نيوبورن، وصدرت في عام 1985 وكانت جزءًا من موسيقى فيلم «في الليل» بطولة جيف جولدبلوم وميشيل فايفر.

## غيتارات لوسيل خلال مسيرة كينغ

### غيتارات لوسيل الأولى
عزف كينج على الغيتارات التي صنعها صناع مختلفون في بداية حياته المهنية. لعب على غيتارات من نوع فندر تيليكاستر في معظم تسجيلاته مع تسجيلات ار بي ام. ومع ذلك، فقد اشتهر بالعزف على أنواع مختلفة من غيتارات شركة جيبسون.

### لوسيل من جيبسون
أطلقت شركة جيبسون للغيتار نموذج بي بي كينغ لوسيل في عام 1980.
استمرت شركة جيبسون بصنع نموذج بي بي كينغ من 1980 إلى 1985. يحتوي هذا الطراز على أجهزة كروم وتطعيمات نقطية بدلاً من حشوات الكتلة.  
تقوم شركة ايبيفون التابعة لشركة جيبسون بتسويق نموذج لوسيل منخفض التكلفة مصنوع في الخارج يعتمد على طراز جيبسون لوسيل. وتشمل الاختلافات التغيرات على رأس الغيتار، واللمعان والاختلاف في اللاقط الموسيقي.

### جيبسون ليتل لوسيل

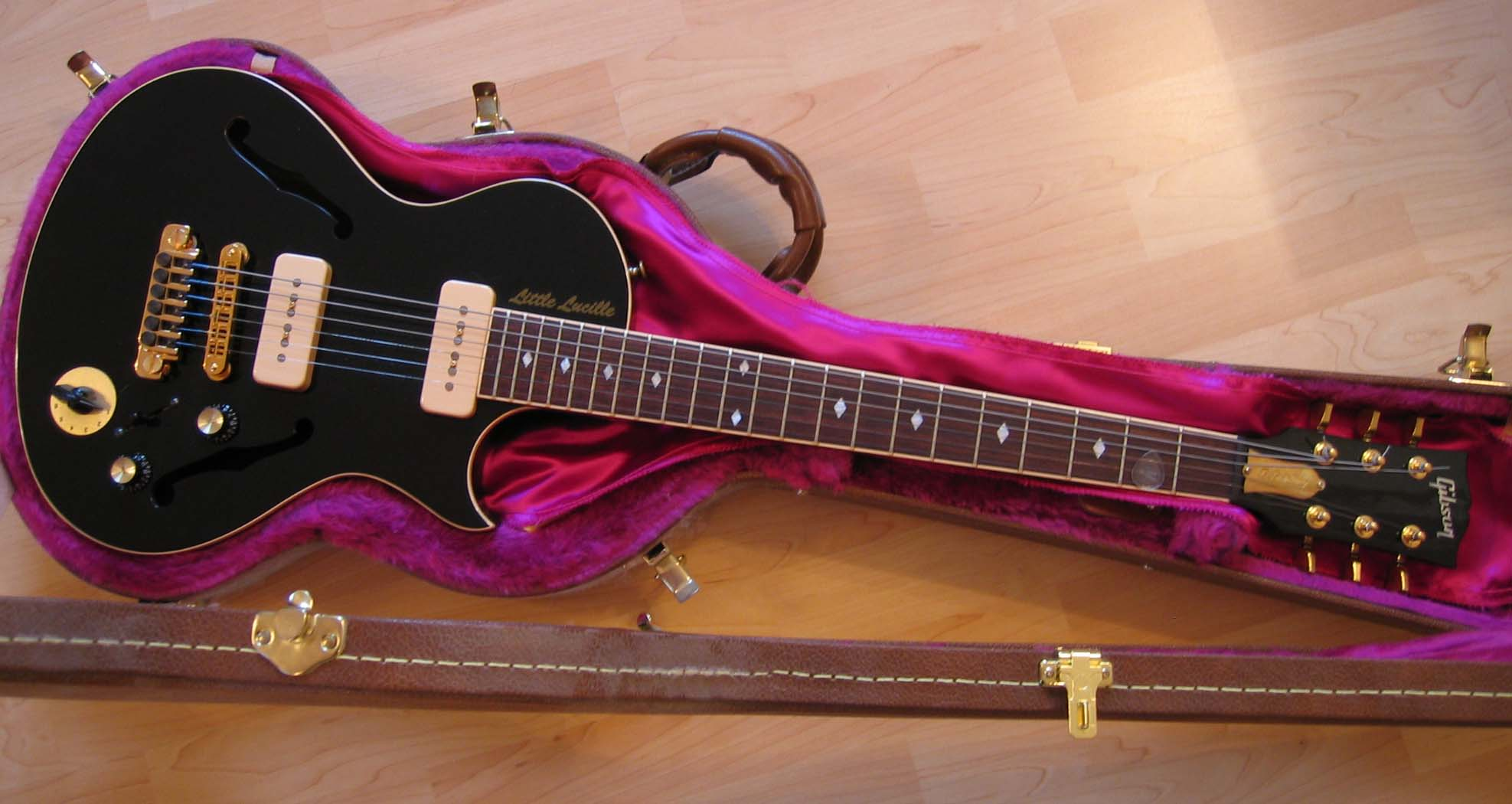
جيبسون ليتل لوسيل

أطلق جيبسون غيتار ليتل لوسيل في عام 1999، وهو نسخة من جيتار بلوزهوك. اختلفت عن بلوزهوك الاصلي في وجود جسر في نغمتين من الإيتار. أوقفت جيبسون إنتاج الاصدارات من ليتل لوسيل وبلوزهوك.

### عيد ميلاد لوسيل الثمانين
في عام 2005 ، بمناسبة عيد ميلاد بي بي كينغ الثمانين، صنعت جيبسون 80 غيتار خاص من نوع جيبسون لوسيل، يشار إلى هذه الغيتارات باسم عيد ميلاد لوسيل الثمانين. قدموا النموذج الأولي، الذي نقشته شركة بارون تكنولوجي، مع تصميم من قبل سكوت جيفري، إلى كينغ كهدية عيد ميلاد. استخدم كينج الإيتار كغيتاره الرئيسي حتى صيف عام 2009 عندما سُرق. في 10 سبتمبر 2009، قام إريك دال بشراء الآلة المسروقة دون قصد من متجر البيدق في لاس فيجاس، وتم الاتصال به من قبل ممثل علاقات الفنانين في جيبسون، الذي أبلغ دال بحالة الجيتار المسروقة. أُعيد لوسيل هذا إلى الملك في أواخر نوفمبر 2009.

## قراءة اضافية
- إريك دال، BB King's Lucille and the Loves Before Her ، منشورات الكتاب الأزرق، 2013، 96 صفحة، (ردمك 978-1-936120-41-3) .